# Podarcis filfolensis
Podarcis filfolensis là một loài thằn lằn trong họ Lacertidae. Loài này được Bedriaga mô tả khoa học đầu tiên năm 1876.

## Hình ảnh

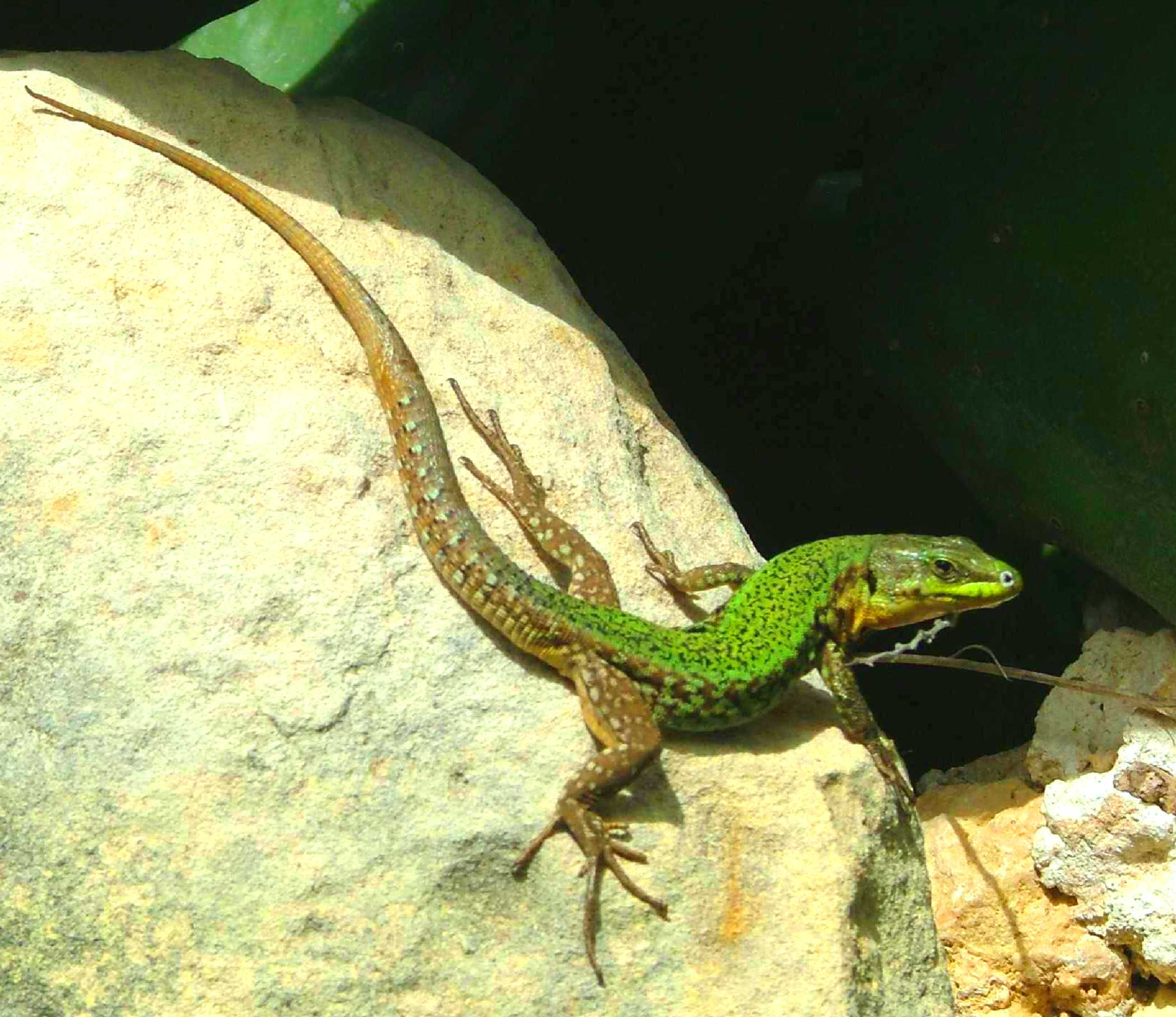
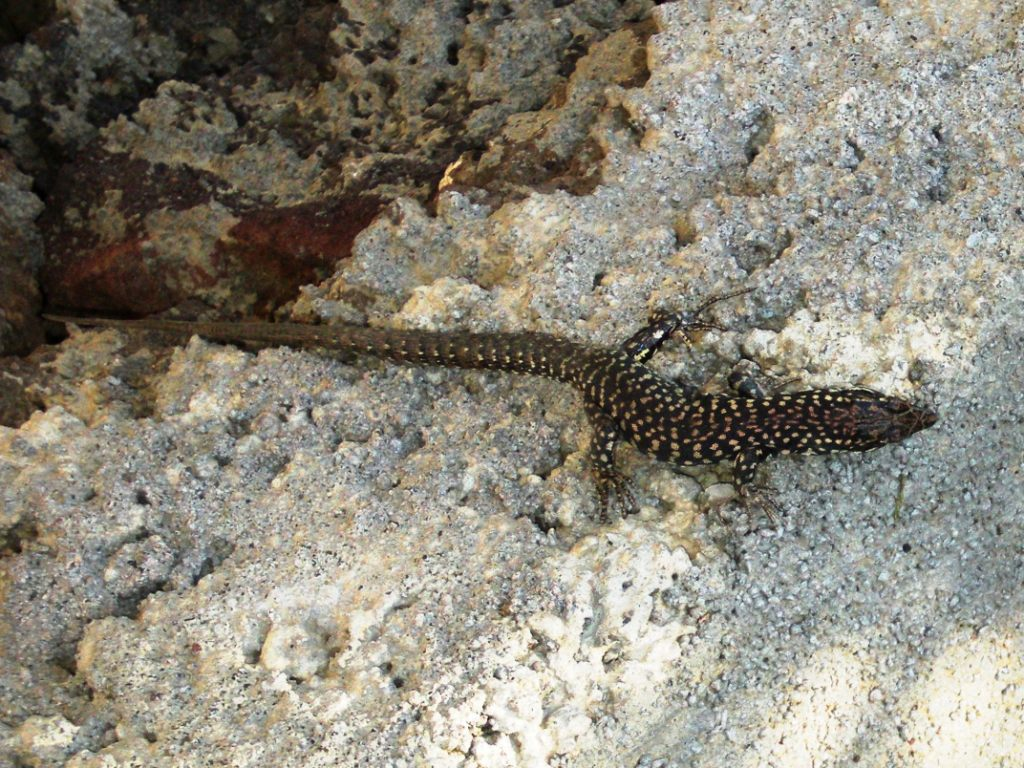
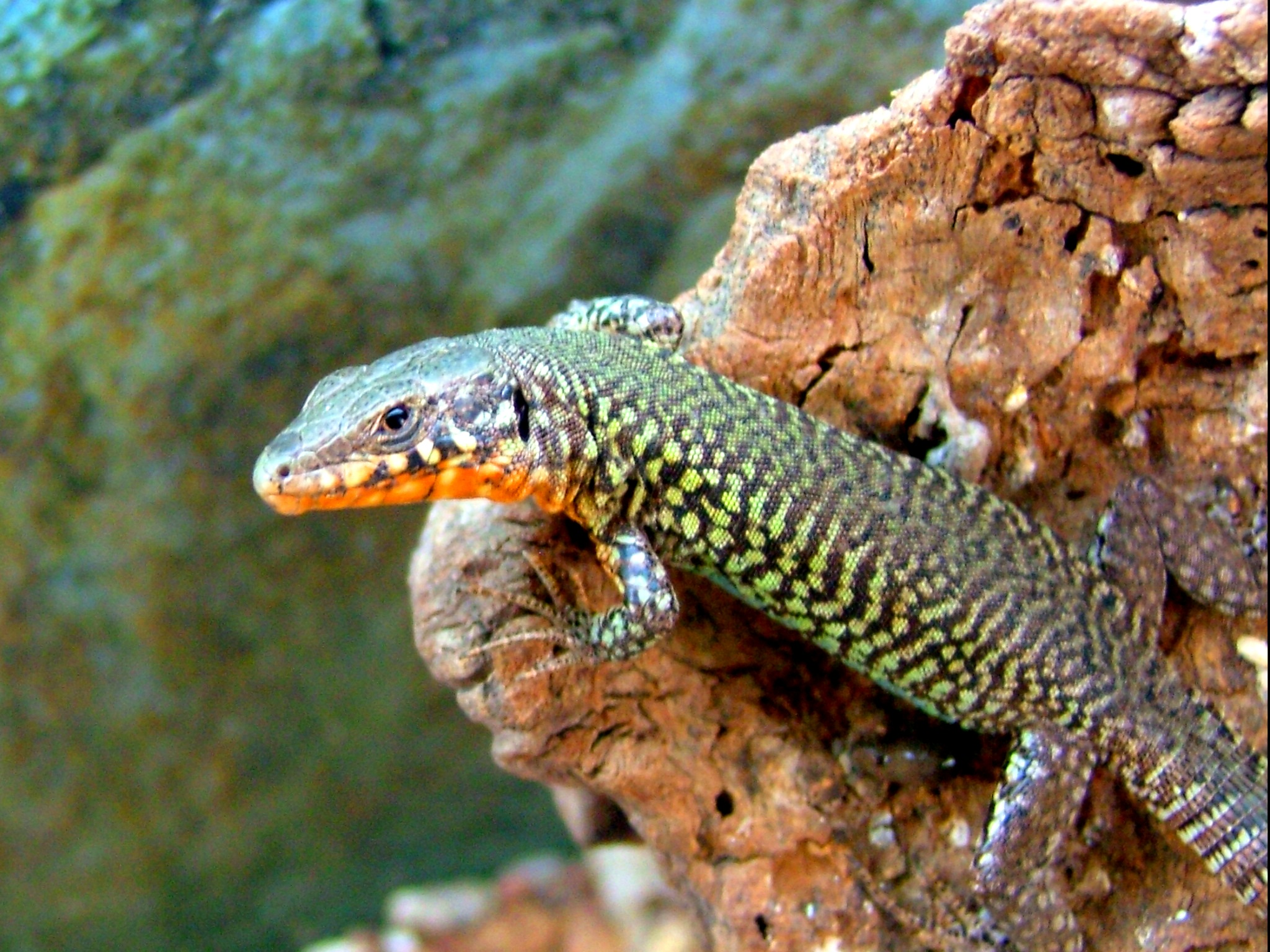
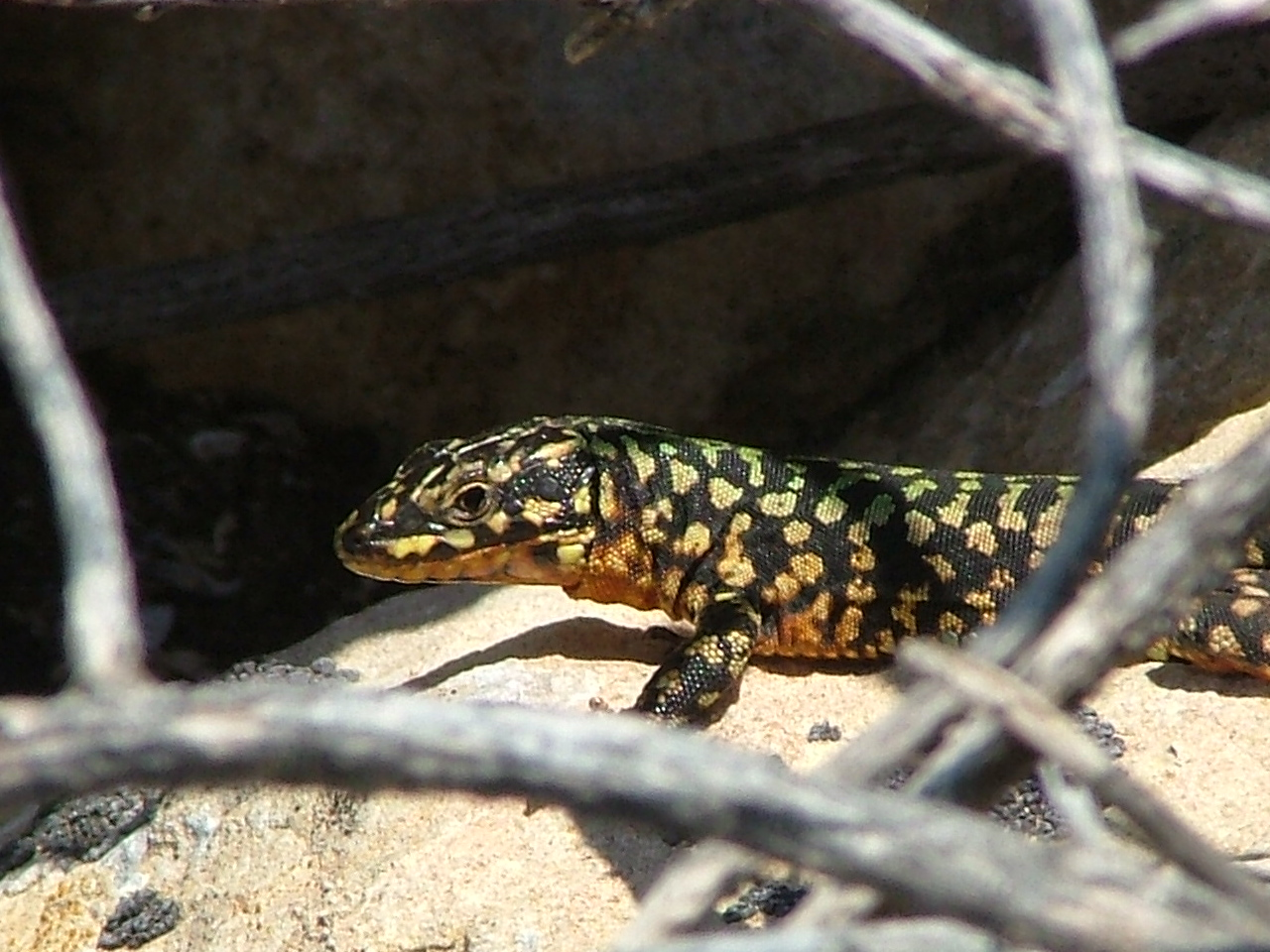